# Paulius Zolubas
Paulius Zolubas (* 11. Dezember 1960) ist ein litauischer Forstbeamter, Forstentomologe, Verhaltensforscher und Phytopathologe, Leiter der Forstbehörde Valstybinė miškų tarnyba (VMT).

## Leben
Nach dem Abitur an der Mittelschule 1977 studierte Paulius Zolubas die Biomedizin-Wissenschaften und schloss 1983 das Diplomstudium als Biologe, Lehrer der Biologie und Chemie an der Fakultät für Naturwissenschaften der Universität Vilnius ab. Ab 1983 arbeitete er am Miškų institutas in der Rajongemeinde Kaunas. Am 28. September 1993 promovierte Zolubas zum Doktor der Agrarwissenschaften über das Verhalten des Forstschädlings Buchdrucker zum Thema Žievėgraužio tipografo elgesio ypatumai feromonų šaltinio atžvilgiu in Entomologie an der Lietuvos žemės ūkio akademija. Ab 1990 lehrte er an der Aleksandras-Stulginskis-Universität, später als Dozent. 2008 erwarb Zolubas einen Master in Forstwissenschaft an der Aleksandras-Stulginskis-Universität in Kaunas.
Von 2001 bis zum 31. Dezember 2002 leitete Zolubas als Direktor die öffentliche Waldschutzanstalt Miško apsaugos stotis. Von 2003 bis 2010 leitete er die litauische Forstschutzbehörde (Miško sanitarinės apsaugos tarnyba) in Girionys bis zu ihrer Reorganisation und Auflösung. Ab Juli 2003 war er Ratsmitglied im Miškų institutas. Von 2010 bis 2014 arbeitete Zolubas als stellvertretender Direktor der VMT-Behörde. Seit November 2014 leitet er die VMT-Behörde in Kaunas. Er lehrt auch am Institut für Waldbiologie und Forstwissenschaft der Fakultät für Wälder und Ökologie der Aleksandras-Stulginskis-Universität.